# Cato Holtet
Cato Holtet (1963. március 3. –) norvég labdarúgócsatár.

## Pályafutása
Pályafutása kezdetén az Eisvold Turn Fotball csapatában játszott. A kék-fehéreknél 68 meccsen játszott, ezeken 45 gólt lőtt. Később az Eidsvold IF és a Lillestrøm SK csapataiban játszott, mielőtt az 1985-ös szezon előtt a Kongsvinger IL játékosa lett. Itt 1990-ig 95 élvonalbeli meccsen  gólt lőtt. Ez napjainkban is klubrekord. Az 1985-ös szezonban 14 gólt lőtt, a góllövőlistán csak 2 játékos előzte meg. Ennél is jobban sikerült az 1987-es szezonja. Ekkor 2. lett a góllövőlistán annak ellenére, hogy csak 11 gólt lőtt. Az 1991-es szezon előtt lett a Flisa IL csatára.